# Rousses
Rousses település Franciaországban, Lozère megyében. Lakosainak száma 119 fő (2022. január 1.). Rousses Vebron, Bassurels, Gatuzières és Fraissinet-de-Fourques községekkel határos.

## Népesség
A település népessége az elmúlt években az alábbi módon változott:
| Lakosok száma | 93   | 67   | 69   | 99   | 101  | 107  | 118  | 124  | 127  | 119  |
|               | 1968 | 1982 | 1990 | 2006 | 2013 | 2015 | 2017 | 2019 | 2020 | 2022 |